# 튜불린

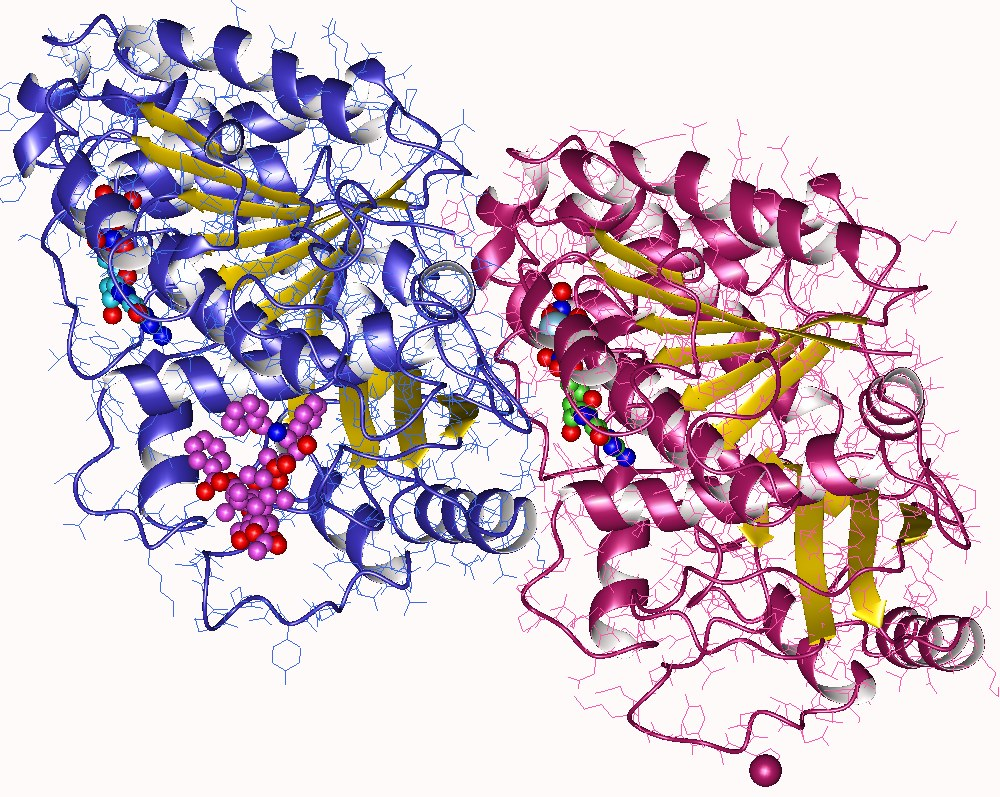
Tubulin AB heterodimer, Bos taurus.

튜불린(tubulin)은 생물의 거의 모든 세포에 존재하는 미세한 관상 구조물을 구성하는 주요한 단백질이다. 알파 튜불린과 베타 튜불린이 중합하여 진핵생물의 세포골격에서 큰 부분을 차지하는 미세소관을 형성한다.
이렇게 형성된 미세소관은 세포 분열을 비롯한 다양한 세포 기능에서 주요한 역할을 수행한다. 튜불린에 결합하여 세포 분열을 억제함으로써 암세포를 죽이는 방식의 약물도 존재한다.
진핵생물에는 총 6종류의 튜불린이 있는데, 모든 세포에 모든 종류가 다 있는 것은 아니다. 튜불린 단핵체의 질량은 액틴 단핵체의 질량과 크게 차이나지 않지만, 이들이 중합하여 만들어진 미세소관과 미세섬유의 질량은 큰 차이가 난다. 이는 미세소관이 튜브의 모양으로 중합하여 더 커다란 구조를 형성하기 때문이다.
1990년대 후반부터 원핵생물에서도 튜불린과 유사한 단백질이 계속 발견되고 있다.

## 같이 보기
- 운동 단백질
- 키네신
- 디네인